# 明郎
明郎，是明子成的父親，明如海的祖父，明學文的曾祖父，夏太祖明玉珍的高祖父。
天統元年（1363年），明玉珍稱帝，他被尊為皇帝，諡號欽憲皇帝。